# Caecognathia elongata
Caecognathia elongata is een pissebed uit de familie Gnathiidae. De wetenschappelijke naam van de soort is voor het eerst geldig gepubliceerd in 1849 door Krøyer.